# Королівська площа (Брюссель)
Королівська площа — площа біля королівського палацу, недалеко від залізничного вокзалу в Брюсселі.

## Історія
Колишня назва площі — площа Руаяль, сучасна історія якої починається у 1749 році, коли губернатором Брюсселя став Карл Лотаринзький і вирішив перебудувати площу в стилі неокласичних будівель Вени. Площа позбулася залишків старих будівель і була розділена на 2 частини. У центрі площі була встановлена статуя Карла-Олександра Лотарінгського, яка була знесена під час Великої французької революції. І лише в середині 19 століття на площі знову з'явився пам'ятник, але вже Готфріду Бульйонському. Навколо площі знаходяться будівлі Церкви Святого Якова, вісім павільйонів королівського музею витончених мистецтв, а також музей Бельвю і урядові установи.